# Морбио-Инферьоре
Морбио-Инферьоре (итал. Morbio Inferiore) — коммуна округа Мендризио кантона Тичино в Швейцарии.
Рака Сан-Мария-деи-Мираколи, средняя школа и вилла Валсанджакомо, расположенные на территории общины, включены в список объектов швейцарского культурного наследия национального и регионального значения.

## География
Коммуна Морбио-Инферьоре расположена в округе Мендризио. Одноимённое поселение представляет собой деревню типа хауфендорф (деревня с разбросанными дворами очень разных масштабов, концентрирующихся вокруг центральной площади).
По состоянию на 1997 год площадь общины Морбио-Инферьоре составляла 2,29 км². 55,5% этой территории использовалось в сельскохозяйственных целях, а её 23,6% составляли леса.

## История
Морбио-Инферьоре было впервые упомянуто в 1148 году как Morbio Subteriori, а в 1198 году оно было отмечено как Morbio inferiori.
Окрестности Морбио-Инферьоре были заселены в римскую эпоху, о чём свидетельствуют найденные гробницы, руины виллы и нескольких римских бань. В Средние века селение относилось к пьеве Балерна. В 1198 году над деревней был возведён замок, вероятно, на месте старого укрепления. Между 1467 и 1668 годами город Мендризио боролся с герцогами Милана за владение Морбио. Оно досталось Мендризио, а затем продано. В 1473 году оно было заложено герцогом миланским Пьетро да Оли, а в 1482 году — Роберто Сансеверино. В начале XVI века селение перешло к семье Тривульцио, которая продала его Швейцарскому союзу. Швейцарцы разрушили весь замок, кроме часовни, в 1517 году.
Некоторое время спустя на фундаменте замка была построена церковь Санта-Мария-деи-Мираколи (после 1595 года). Она была освящена в 1613 году и стала в 1776 году приходской церковью, когда Морбио стало независимым от прихода Балерна. Приходская церковь была отремонтирована в 1974 году и снова в 1999—2001 годах. Церковь Сан-Джорджо была воздвигнута в 1309 году и восстановлена в 1975—1978 годах. Часовня Сан-Рокко впервые упоминается в 1578 году. Она была полностью перестроена в 1760 году и отремонтирована в 1985 году.
Традиционно основу хозяйства коммуны составляло виноградарство, выращивание тутовых деревьев и кукурузы. В XX веке её население и экономика изменились, когда в коммуну переехали крупные хлебопекарные, пивоваренные, цементные заводы, а затем текстильная и часовая промышленность. В 2000 году три четверти работающего населения трудились за пределами общины. В 2001 году вдоль реки Бреджа был открыт природный парк.

## В литературе
Герман Гессе упоминает Морбио в двух своих величайших романах. В «Паломничестве в страну Востока» именно при пересечении ущелья Морбио-Инфериоре «слуга» Лео внезапно исчезает, аллегорически забирая с собой предыдущую веру Гессе во всё путешествие (то есть в духовное развитие).
В «Игре в бисер» Гессе упоминает о предполагаемом концертном зале с идеальным органом Баха, расположенном между Морбио и Бремгартенем.